# 247رياضة
247رياضة (بالإنجليزية: 247Sports)‏ هي عبارة عن شبكة من المواقع إلكترونية التي تهتم بالأخبار الرياضية بجميع أنواعها.

## وصلات خارجية
- الموقع الرسمي